# Henryk Kasperczak
Henryk Wojciech Kasperczak (Zabrze, 10. srpnja 1946.) je poljski nogometni trener i bivši nogometaš.
Kao igrač, Kasperczak je imao uspješnu karijeru te je s poljskom reprezentacijom osvojio broncu na Svjetskom prvenstvu u Zapadnoj Njemačkoj 1974. i srebro na Olimpijadi u Montréalu 1976. godine. Na klupskoj razini, Henryk je kao igrač Stal Mieleca dva puta bio prvak Poljske.
Jednako uspješna bila mu je i trenerska karijera. Na Afričkom Kupu nacija, Kasperczak je s Tunisom osvojio srebro, s Obalom Bjelokosti broncu dok je s Malijem bio četvrti. Povratkom u domovinu, Kasperczak je s Wisłom Kraków bio trostruki uzastopni prvak Poljske.

## Karijera

### Igračka karijera
Henryk Kasperczak je većinu svoje igračke karijere proveo u Stal Mielecu s kojim je osvojio poljsko prvenstvo 1973. i 1976. godine Nakon toga je dvije godine igrao u B momčadi varšavske Legije a karijeru je prekinuo 1979. godine nakon jedne sezone provedene u francuskom Metzu.
Tijekom pet godina igranja za reprezentaciju Poljske, Kasperczak je skupio 62 nastupa te zabio 5 golova. S reprezentacijom je nastupio na dva Svjetska prvenstva (Zapadna Njemačka 1974. i Argentina 1978.) te jednoj Olimpijadi. S Poljskom je bio treći na Mundijalu u Zapadnoj Njemačkoj 1974. te finalist na Olimpijadi u Montréalu 1976. godine.

### Trenerska karijera
Završetkom igračke karijere u FC Metzu, Kasperczak u tom klubu započinje svoju trenersku karijeru. S klubom je 1984. osvojio Coupe de France nakon čega ga napušta te odlazi u Saint-Étienne. Poljski stručnjak je u Francuskoj trenirao niz klubova do 1993. kada napušta zemlju te postaje izbornik Obale Bjelokosti. Tijekom kratkog jednogodišnjeg mandata, Kasperczak je s Bjelokošćanima osvojio broncu na Afričkom Kupu nacija 1994.
Tijekom četiri godine njegovog vođenja Tunisa, reprezentacija je 1996. igrala finale Afričkog Kupa nacija te je iste godine sudjelovala na Olimpijadi u Atlanti. Također, nacionalnu momčad je plasirao na Svjetsko prvenstvo u Francuskoj 1998. Tamo je smijenjen nakon dva poraza u skupini (2:0 od Englske te 1:0 od Kolumbije) čime je Tunis izgubio mogućnost daljnjeg natjecanja. Tada ga je privremeno zamijenio Ali Selmi.
Kasperczak je nakratko trenirao Maroko dok je s Malijem bio četvrti na Afričkom Kupu nacija 2002. Poslije tog uspjeha trener se vraća u domovinu gdje potpisuje za Wisłu Kraków. S tim klubom je osvojio tri uzastopna naslova poljskog prvaka te jedan nacionalni kup. Također, s klubom je u sezoni 2002./03. stigao do osmine finala Kupa UEFA.
Godine 2006. Henryk Kasperczak po peti puta postaje izbornik. Tada je vodio Senegal ali je napustio izborničku klupu nakon neuspjeha na Afričkom Kupu nacija 2008. Na tom turniru je umjesto očekivanog vodećeg mjesta u skupini, reprezentacija osvojila svega dva boda.
Dana 16. rujna 2008. trener preuzima poljski klub Górnik Zabrze kojeg napušta 3. travnja 2009. kada je postalo očito da će Górnik ispasti iz prve lige.
Godine 2010. Kasperczak je nakratko trenirao Wisłu Kraków. Klub je svojevoljno napustio 6. kolovoza iste godine zbog ispadanja u kvalifikacijama Europske lige protiv azerskog FK Qarabağa. Od 17. studenog 2010. do 18. ožujka 2011. Kasperczak je trenirao grčku Kavalu.

## Privatni život
Trener je u braku sa suprugom Małgorzatom s kojom ima petero djece.

## Osvojeni trofeji

### Igrački klupski trofeji
| Klub        | Trofej      | Sezona / godina |
| Poljska     | Poljska     | Poljska         |
| ----------- | ----------- | --------------- |
| Stal Mielec | Ekstraklasa | 1972./73.       |
| Stal Mielec | Ekstraklasa | 1975./76.       |

### Igrački reprezentativni trofeji
| Turnir                  | Trofej | Godina |
| ----------------------- | ------ | ------ |
| SP u Zapadnoj Njemačkoj | Bronca | 1974.  |
| Olimpijada u Montréalu  | Srebro | 1976.  |

### Trenerski trofeji
| Klub / reprezentacija | Trofej                         | Godina    |
| Francuska             | Francuska                      | Francuska |
| --------------------- | ------------------------------ | --------- |
| FC Metz               | Coupe de France                | 1984.     |
| Senegal               |                                |           |
| Senegal               | Bronca na Afričkom Kupu nacija | 1994.     |
| Tunis                 |                                |           |
| Tunis                 | Srebro na Afričkom Kupu nacija | 1996.     |
| Poljska               |                                |           |
| Wisła Kraków          | Ekstraklasa                    | 2002./03. |
| Wisła Kraków          | Poljski kup                    | 2003.     |
| Wisła Kraków          | Ekstraklasa                    | 2003./04. |
| Wisła Kraków          | Ekstraklasa                    | 2004./05. |